# Una settimana come un'altra
Una settimana come un'altra è un film del 1978, diretto da Daniele Costantini.